# テンプル (眼鏡)
テンプルとは眼鏡を構成する一部品であり、腕 、アーム、ツル、モダンなどとも別称される。

## 概要
眼鏡を耳介で支える棒状の部品で、顔との接触部位が多く耐久性や弾力性が要求される。

## 種類
- ストレートテンプル
- スライド式伸縮テンプル
- アンダーテンプル
- R形状テンプル

## 最近のテンプル
テンプルの表は単色で裏側にカラフルな柄が施したり半透明のものなどデザインしたものや、質感に趣いたものなど各種多様である。